# Palaeosiro birmanicum
Genre
Espèce
Palaeosiro birmanicum, unique représentant du genre Palaeosiro, est une espèce fossile d'opilions cyphophthalmes de la famille des Stylocellidae.

## Distribution
Cette espèce a été découverte dans de l'ambre de Birmanie. Elle date du Crétacé.

## Description
La femelle holotype mesure 1,2 mm.

### Famille Stylocellidae
Selon World Catalogue of Opiliones (26 octobre 2024) :
- Fangensinae Clouse, 2012
  - Fangensis Rambla, 1994
  - Giribetia Clouse, 2012
- Leptopsalidinae Clouse, 2012
  - Leptopsalis Thorell, 1882
  - Miopsalis Thorell, 1890
- Stylocellinae Hansen & Sørensen, 1904
  - Meghalaya Giribet, Sharma & Bastawade, 2007
  - Stylocellus Westwood, 1874
- sous-famille indéterminée
  - † Mesopsalis Bartel, Dunlop & Giribet, 2023
  - † Palaeosiro Poinar, 2008
  - † Sirocellus Bartel, Dunlop & Giribet, 2023

## Étymologie
Son nom d'espèce lui a été donné en référence au lieu de sa découverte, la Birmanie.

## Publication originale
- Poinar, 2008 : « Palaeosiro burmanicum n. gen., n. sp., a fossil Cyphophthalmi (Arachnida: Opiliones: Sironidae) in Early Cretaceous Burmese amber. » Advances in Arachnology and Developmental Biology: Papers Dedicated to Prof. Dr. Božidar Ćurčić, Monographs, vol. 12, p. 267–274.